# 回天

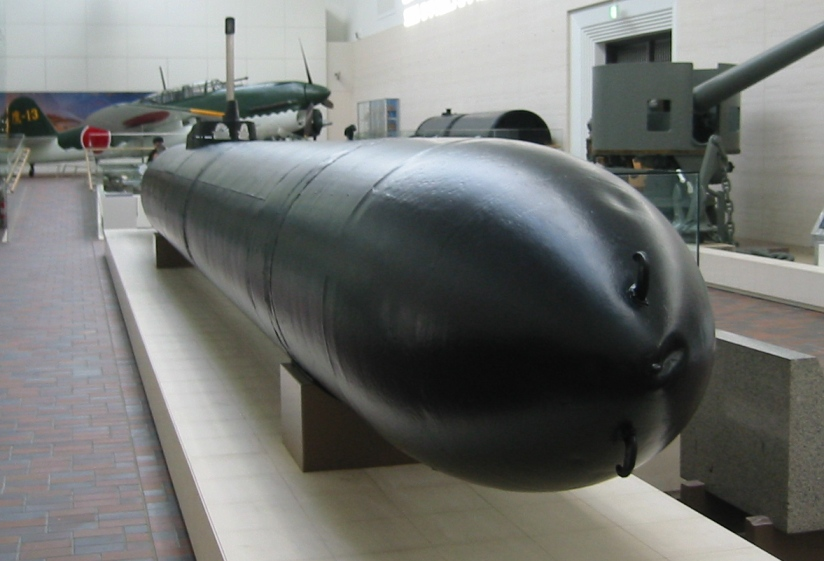
遊就館に展示されている回天一型改一。国内では唯一の実物。ハッチの開閉は手動では内部からしか出来ず、外部からは下部ハッチを六角レンチで、上部を十字の突起を工具で回した。

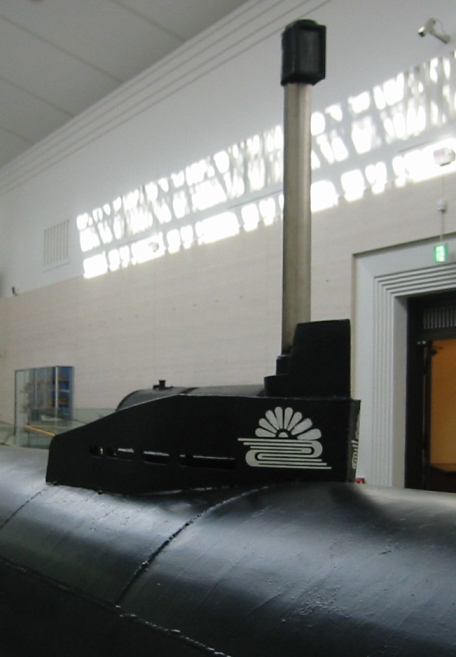
回天一型の上部ハッチ整流版に描かれた特攻の艦章「菊水」。菊水は大楠公の旗印から。

回天（かいてん）は、太平洋戦争で大日本帝国海軍が開発した人間魚雷であり、日本軍初の特攻兵器である。

## 特徴

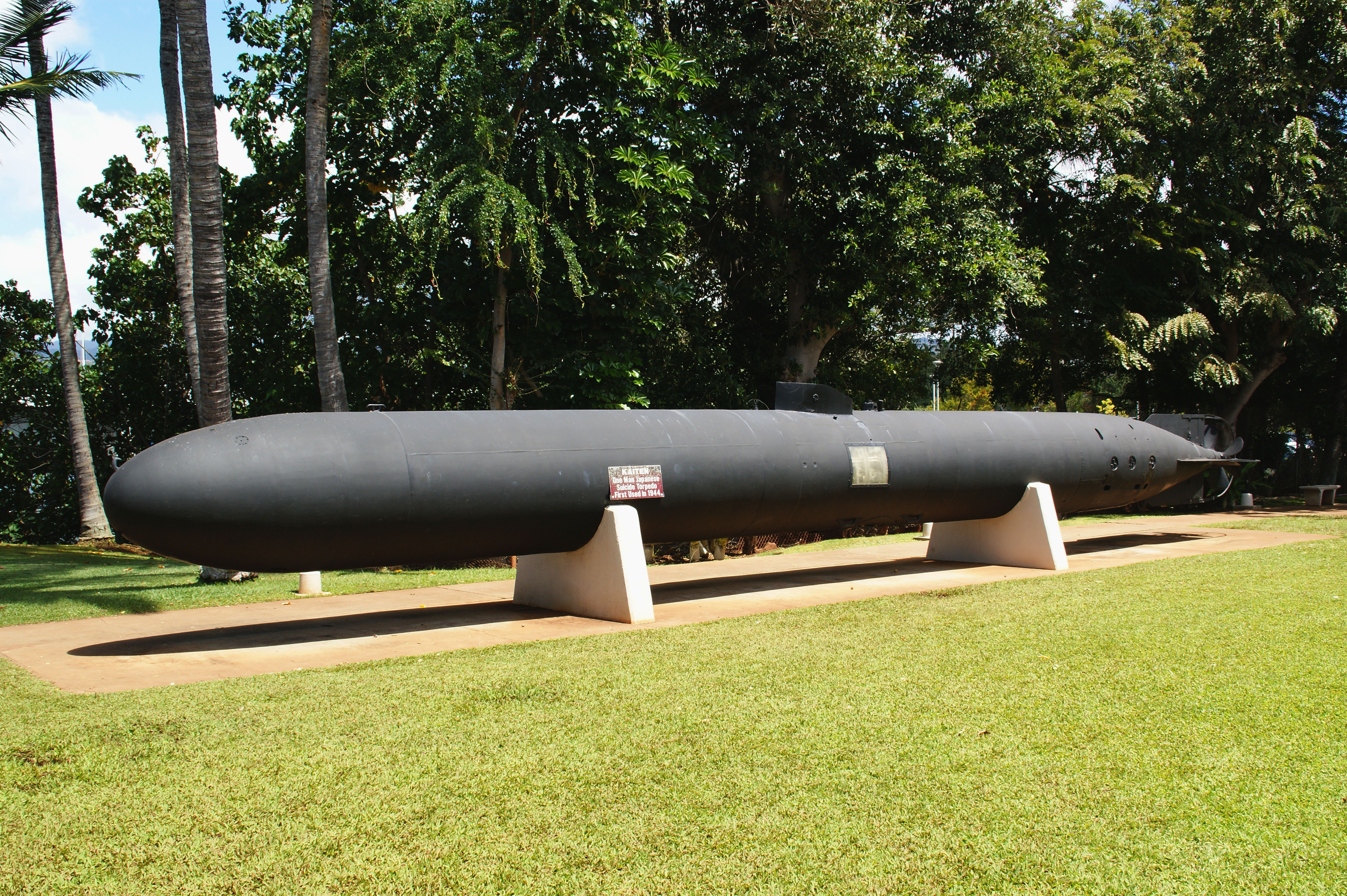
回天四型。ハワイのUSSボーフィン潜水艦博物館に展示。

「回天」という名称は、特攻部長大森仙太郎少将が幕末期の軍艦「回天丸」から取って命名した。開発に携わった黒木博司中尉は「天を回らし戦局を逆転させる（天業を既倒に挽回する）」という意味で「回天」という言葉を使っていた。秘密保持のため付けられた〇六（マルロク）、㊅金物（マルロクかなもの）、的（てき）との別称もある。
1944年（昭和19年）7月に2機の試作機が完成し、11月20日のウルシー環礁奇襲で初めて実戦に投入された。終戦までに420基が生産された。兵器としての採用は1945年（昭和20年）5月28日のことだった。
回天は超大型魚雷「九三式三型魚雷（酸素魚雷）」を改造し、特攻兵器としたものである。九三式三型魚雷は直径61cm、重量2.8t、炸薬量780kg、時速48ノットで疾走する無航跡魚雷で、主に潜水艦に搭載された。回天はこの酸素魚雷を改造した全長14.7m、直径1m、排水量8tの兵器で、魚雷の本体に外筒を被せて気蓄タンク（酸素）の間に1人乗りのスペースを設け、簡単な操船装置や調整バルブ、襲撃用の潜望鏡を設けた。炸薬量を1.5tとした場合、最高速度は55km/hで23キロメートルの航続力があった。ハッチは内部から開閉可能であったが、脱出装置はなく、一度出撃すれば攻撃の成否にかかわらず乗員の命はなかった。
回天が実戦に投入された当初は、港に停泊している艦船への攻撃、すなわち泊地攻撃が行われた。最初の攻撃（玄作戦）で給油艦ミシシネワが撃沈されたのをはじめ、発進20基のうち撃沈2隻（ミシシネワ、歩兵揚陸艇LCI-600）、撃破（損傷）3隻の戦果が挙げられている。アメリカ軍はこの攻撃を特殊潜航艇「甲標的」による襲撃と誤認し、艦上の兵士はいつ攻撃に見舞われるかという不安にかられ、泊地にいても連日火薬箱の上に坐っているような戦々恐々たる感じであったという。しかし、米軍がこまめに防潜網を展開するようになり、泊地攻撃が難しくなってからは、回天による攻撃は水上航行中の船を目標とする作戦に変更された。この結果、搭乗員には動いている標的を狙うこととなり、潜望鏡測定による困難な計算と操艇が要求された。
回天の母体である九三式三型魚雷は長時間水中におくことに適しておらず、仮に母艦が目標を捉え、回天を発進させたとしても水圧で回天内部の燃焼室と気筒が故障しており、エンジンが点火されず点火用の空気（酸素によるエンジン爆発防止の為に点火は空気で行われた）だけでスクリューが回り出す「冷走」状態に陥ることがあった。この場合、回天の速力や射程は大幅に低下し、また搭乗員による修理はほぼ不可能であったため、出撃を果たしながら戦果を得ることなく終わる回天が多く出る原因となった。また最初期は潜水艦に艦内からの交通筒がなかったため、発進の前に一旦浮上して回天搭乗員を移乗させねばならなかった。当然のことながら敵前での浮上は非常に危険が伴う。回天と母潜水艦は伝声管を通じて連絡が可能だったが、一度交通筒に注水すると、浮上しない限り回天搭乗員は母潜水艦に戻れなかった。また、エンジンから発生する一酸化炭素や、高オクタン価のガソリンの四エチル鉛などで内部の空気が汚染され、搭乗員がガス中毒を起こす危険があることが分かっていたが、これらに対して根本的な対策はとられなかった。
潜水艦は潜れば潜るほど爆雷に対して強くなるが、回天の耐圧深度は最大でも80メートルであったため、回天の母艦となる伊号潜水艦はそれ以上は深く潜行する場合は回天を破損する覚悟が必要であり、敵に発見された場合も水中機動に重大な制約を受けた。そのためアメリカ側の対潜戦術、兵器の発達とあいまって出撃した潜水艦16隻（のべ32回）のうち8隻が撃沈されている。戦争最末期に本土決戦が想定された際は、回天も水上艦を母艦とすることが計画され、海上挺進部隊の球磨型軽巡洋艦3番艦「北上」をはじめとして松型駆逐艦（竹等）や一等輸送艦が改造された。また局地防衛のため、突撃隊などの沿岸防備部隊にも配備された。

## 操縦方法
操作方法は、搭乗員の技量によるところが多かった。
手順としては、突入直前に潜望鏡を使用して敵艦の位置・速力・進行方向を確認、これを元に射角などを計算して敵艦と回天の針路の未来位置が一点に確実に重なる、すなわち命中するように射角を設定。同時に発射から命中までに要する時間を予測。そして潜望鏡を下ろし、ストップウォッチで時間を計測しながら推測航法で突入する。命中時間を幾分経過しても命中しなかった場合は、再度潜望鏡を上げて索敵と計算を行い、突入を最初からもう一度やり直すという戦法がとられ、訓練もそのように行われた。
しかし、作戦海域となる太平洋の環礁は水路が複雑であり、夜間において潜望鏡とジャイロスコープを用いての推測航法で目標に到達することは十分な訓練を経ても容易ではなかった。当時の搭乗員は「操縦するのには6本の手と6つの目がいる」と話していたという。

## 歴史

### 開発段階
小型特殊潜航艇甲標的の開発に成功した日本海軍は、太平洋戦争で実戦に投入した。真珠湾攻撃（1941年12月8日）、シドニー湾奇襲（1942年5月30日）、ディエゴ・スアレス泊地奇襲（1942年5月31日）における甲標的作戦では事前に収容方法こそ検討されたものの、搭乗員達は片道攻撃であることを覚悟していた。したがって、体当たり攻撃への気運は潜水艦関係者間に当初から潜在していた。
人間魚雷の構想は、ガダルカナル島攻防戦が終結に近づいた1943年（昭和18年）初頭に、現場の潜水艦関係者から浮上した。潜水艦乗組員の竹間忠三大尉は「（戦勢の立て直しは）必中必殺の肉弾攻撃」として、人間魚雷の構想を軍令部潜水艦担当参謀の井浦祥二郎中佐に対して送付した。井浦も人間魚雷の実現性を打診したが、艦政本部は消極的で軍令部首脳は認めなかった。1943年（昭和18年）12月、入沢三輝大尉（当時、伊百六十五型潜水艦水雷長）と近江誠中尉（当時、同潜水艦航海長）は、戦局打開の手段としてまとめた「人間魚雷の独自研究の成果」を血書と共に連合艦隊司令部（当時の司令長官は古賀峯一大将）に直送した。だが、連合艦隊と軍令部はこれを受け入れなかった。
陸軍の工作機械設計者だった沢崎正恵は、人間魚雷を設計して持参したが、紹介状がなかったため軍務局長には面会ができず、嘆願書を受理してもらった。1944年2月、軍務局長から、それは海軍の管轄との返信があった。
1943年（昭和18年）末、甲標的搭乗員の黒木博司大尉と仁科関夫中尉も、P基地（倉橋島の大浦崎）で人間魚雷の構想を進めていた。2人は九三式酸素魚雷を改造した人間魚雷（回天の原型）を試作する。山田薫に対して進言するも、省部との交渉が不十分だと判断して自ら中央に血書で請願を行った。これを受けたのは、海軍省軍務局第一課の吉松田守中佐と軍令部作戦課潜水艦部員藤森康男だった。同年12月28日に藤森から永野修身軍令部総長へこの人間魚雷が上申されるが、「それはいかんな」と明言されて却下された。
1944年（昭和19年）2月、黒木は再度上京して吉松中佐に採用を懇願する。黒木はこの時、全面血書の請願書を提出した。2月17日、日本海軍はトラック島空襲で大打撃を受ける。2月26日、吉松中佐は山本善雄大佐（当時、軍務局第一課長）と協議し、呉海軍工廠魚雷実験部に対して、黒木・仁科両者が考案した人間魚雷の試作を命じた。マル6兵器（○の中に6だが、環境依存文字のため「マル6」と表記）と仮称され、魚雷設計の権威であった渡辺清水技術大佐のもと試作に着手した。最初は脱出装置（乗員の海中放出）が条件にあった。だが脱出装置の設計は遅々として進まず、開発者2人（黒木、仁科）の主張により同年5月に断念された。
同年4月4日、黒島亀人軍令部第2部長の作成した「作戦上急速実現を要望する兵力」の中で、大威力魚雷として人間魚雷が提案された。この後、人間魚雷に「○6（マルロク）」の仮名称が付き、艦政本部で担当主務部が定められて特殊緊急実験が開始された。
1944年7月初旬、試作兵器三基が完成する。同月上旬、サイパン島地上戦で同島守備隊は玉砕、潜水艦戦を行う第六艦隊司令部も地上戦に巻き込まれ、司令長官高木武雄中将が戦死した。7月10日、日本海軍は三輪茂義中将を第六艦隊司令長官に任命する。同日附で、特殊潜航艇と人間魚雷（回天）の訓練研究・乗員養成を目的とする第一特別基地隊を編成（司令官長井満少将）。回天開発の第一人者、仁科関夫中尉や黒木博司大尉も第一特別基地隊に配属された。嶋田繁太郎軍令部総長は、第一特別基地隊設立の経緯を昭和天皇に上奏した。回天部隊は第一特別基地隊司令官の指揮下で訓練に従事する。潜水艦に搭載されて出撃する場合は、母艦（潜水艦）と回天で「回天特別攻撃隊」が編成され、先遣部隊指揮官（第六艦隊司令長官三輪茂義中将）の指揮下に入った。7月25日、回天試作機の試験が大入発射場で行われる。第一特別基地隊司令部では、兵器として採用するか否かの審議が行われた。指摘の主なものは「酸素エンジンのため、冷走や筒内爆発の危険がある」「魚雷改造の艇のため後進ができない」「舵が推進器の前にあるので旋回半径が大きく、航行艦襲撃が困難」「試作兵器は潜航深度が最大80mしかない。母艦の大型潜水艦の安全潜航深度は100ｍである。試作兵器の耐圧深度を増大すべき」などが挙げられた。
同時期、マリアナ沖海戦（あ号作戦）における潜水艦の被害が判明し、潜水艦戦は続行困難とみなされた。同時に特攻への気運が高まっていった。1944年8月1日、米内光政海軍大臣の決裁によってマル6は正式に兵器として採用された。試験で挙げられた3つの問題点は、終戦まで解決されなかった。8月2日と3日に呉で行われた潜水艦関係者の研究会では、若手潜水艦長達は特攻作戦の採用を主張、会議の空気も同調した。8月15日、大森から「この兵器（回天）を使用するべきか否かを判断する時期に達した」という発言があった。そして同月、大森によって明治維新の船名から「回天」と命名される。

### 運用開始
一方、回天の生産は、8月末までに100基の1型を生産する計画が立てられたものの、実生産数は9月半ばまでに20基、以後は日産3基が呉市の工廠の限界だった。これは、アメリカ軍が実施した海上輸送の破壊による資材不足や損傷艦の増大、この頃より本格化したB-29による本土空襲、工員の不足や食料事情の悪化が生産を妨げたためである。回天のベースになった九三式三型魚雷は燃焼剤として酸素を使用するため、整備に非常な手間がかかり、1回の発射に地上で3日の調整が必要だった。十分な訓練期間がない以上、回天の整備隊は3日で2回のペースで調整するよう督促された。
回天搭乗員は甲標的要員と同居していたが、教育訓練等に支障が生じ、移動することになった。9月1日、山口県大津島に板倉光馬少佐、黒木博司、仁科関夫が中心となって基地が開隊され、同月5日より全国から志願して集まった搭乗員達による本格的な訓練が開始された。訓練初日の9月6日、提唱者の黒木と同乗した樋口が殉職する事故が起きる。黒木の操縦する回天は荒波によって海底に沈挫、同乗の樋口大尉と共に艇内で窒息死するまで事故報告書と遺書、辞世などを残した。この出来事は「黒木に続け」として搭乗員たちの士気を高め、搭乗員は昼の猛訓練と夜の研究会で操縦技術の習得に努め（不適正と認められた者は即座に後回しにされた）、技術を習得した優秀な者から順次出撃していった。
9月12日、大本営海軍部（軍令部）は軍令部総長官邸で奇襲作戦の研究をおこない、丹作戦（敵艦隊所在の泊地に対する航空特攻）と玄作戦（回天攻撃）を検討した。当初の計画では大型潜水艦8隻（予備2隻含む）、潜水艦1隻あたり回天4基（可能なら5基）計32基用意、投入時期は10月下旬から11月上旬、目標はマーシャル諸島各地（メジュロ環礁、クェゼリン環礁、ブラウン環礁）の敵機動部隊となった。この時点で、回天は水漬け実験をまだ行っていなかった。9月27日、藤森中佐（軍令部部員）は中澤佑軍令部第一部長に、回天作戦の準備状況を報告する。回天については「回天命中確度75％（と考えられる）。冷走の原因除去に努力している。」と述べた。

### 回天特別攻撃隊菊水隊

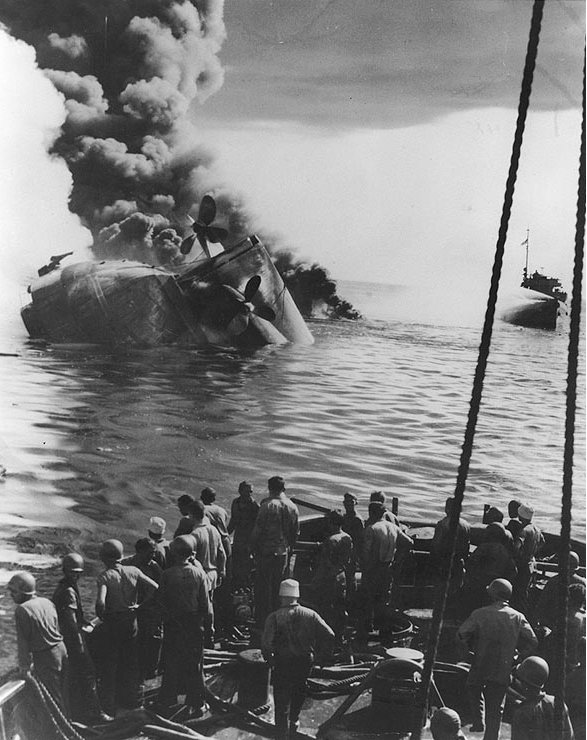
回天特攻によって横転したミシシネワ

先遣部隊（第六艦隊）は潜水艦5隻（伊36、伊38、伊41、伊44、伊46）および回天による敵艦隊拠点奇襲攻撃（玄作戦）を、11月上旬に実施する予定で計画を進めていた。だが1944年（昭和19年）10月上旬より米軍機動部隊の行動が活発化（十・十空襲、台湾沖航空戦）、日本軍は捷号作戦を発動する。玄作戦準備中の第15潜水隊も台湾沖航空戦の残敵掃蕩（誤認）に駆り出された。10月17日のレイテ島の戦い生起にともない連合艦隊は潜水艦のフィリピン方面集中を下令（レイテ沖海戦）、玄作戦投入予定の潜水艦もフィリピン方面に投入されたので、最初の玄作戦は変更を余儀なくされた。そこで回天搭載のため改造整備中の潜水艦3隻（伊36、伊37、伊47）をもって、新たに玄作戦を実施することになった。周防灘で最後の総合訓練を実施。10月下旬、第15潜水隊の3隻（伊36、伊37、伊47）の準備が完成し、回天特別攻撃隊菊水隊（指揮官は揚田清猪第15潜水隊司令）が編成された。菊水隊の攻撃計画は、機密先遣部隊命令作第一号（玄作戦実施要領）及び機密玄作戦回天特別攻撃隊菊水隊命令作特第一号によって発令された。11月5日、連合艦隊は先遣部隊（第六艦隊）に対し、11月20日の回天作戦実施を命じた。このうち、ウルシー泊地攻撃隊は給油艦「ミシシネワ」 (USS Mississinewa, AO-59)を撃沈して初戦果をあげた。最初の玄作戦における軍令部報告の中で回天について、「安全潜航深度増大が必要。熱走後一旦停止すると冷走になるので熱走が続くようにしたい」といった指摘があった。玄作戦詳細は以下のとおり。
1944年（昭和19年）11月8日、「玄作戦」のために大津島基地を出撃した菊水隊（母艦潜水艦として伊36潜、伊37潜、伊47潜に各4基ずつ搭載）の12基が、回天特攻の初陣である。西カロリン諸島への潜水艦や彩雲航空偵察により、目標地点を決定。菊水隊の回天搭載潜水艦3隻のうち、伊36潜と伊47潜の2艦はアメリカ軍機動部隊の前進根拠地であった西カロリン諸島のウルシー泊地を、伊37潜はパラオのコッソル水道に停泊中の敵艦隊を目指した。
回天の最初の作戦であるウルシー泊地攻撃「菊水隊作戦」（第1次玄作戦）は、1944年（昭和19年）11月19日から11月20日にかけて決行された。20日、伊47潜から4基全て、伊36潜からは4基中の1基（残3基は故障で発進不能）の計5基の回天が、環礁内に停泊中の200隻余りの艦艇を目指して発進した。しかし、伊47潜の帰着直後の報告により作成された「菊水隊戦闘詳報」によると、「3時28分から42分、伊47潜は回天4基発進。発進地点はマガヤン島の154度12海浬」とホドライ島の遥か南より発進させている。

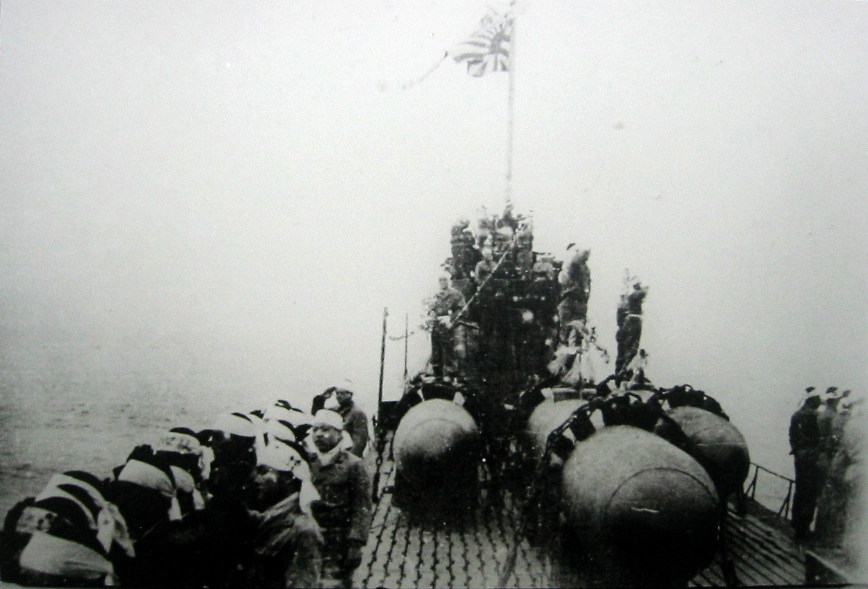
潜水艦の甲板上に搭載された回天

伊36潜は、4時15分発進予定地点のマーシュ島105度9分5浬に到着。3基は故障で潜水艦から離れず、今西艇だけが4時54分に発進した。その後、伊47・伊36より発進した計5基の回天のうち1基が、5時30分に湾外のムガイ水道前面を重巡洋艦3隻と駆逐艦3隻でサイパン島に向かって航行していた艦隊を発見し攻撃した。しかし、その艦隊の1隻である駆逐艦ケース (USS Case,DD-370 ) が回天の潜望鏡とウェーキを発見、ケースの艦長R.S.ワイリ少佐は真珠湾攻撃以来アメリカ海軍を悩ませていた特殊潜航艇と判断し、これを攻撃するために潜望鏡に向けて進路を向けた。回天の潜望鏡もケースを確認するとそれをかわすように大きく変針し、ケースのすぐ傍を通過して重巡洋艦チェスターに突進していった。ケースは回天を追って回頭中であったので爆雷攻撃ができず、回天は攻撃を受けることなくチェスターに向かっていったが、ワイリは爆雷攻撃ではなく、全速力での体当りを命じて、5時38分、艦首で回天の司令塔に体当りし、回天は真っ二つに切断されて、弾頭はそのまま海中に没して、海上に破片が浮上した。同じ頃にプグリュー島の南側で2基の回天が珊瑚礁に座礁して、後に機密保持のために自爆しているが、アメリカ軍の記録によれば、うち1基は故障で海上を漂流中のところを哨戒機が発見して撃破したとされている。
湾外で回天とアメリカ軍艦隊の戦闘が起こった数分後の5時45分、湾内のタンカーの停泊地に停泊していたシマロン級給油艦のミシシネワに回天1基が命中した。ミシシネワには重油85,000バレル、ディーゼル油9,000バレル、航空燃料405,000ガロンが満載されていたのでオレンジ色の炎と煙が天に高々と舞い上がり、周辺数海里離れたところからもこの火柱を見ることができた。30秒後に搭載していた航空燃料が誘爆し猛火災となって、最後は武装の38口径5インチ単装砲の砲弾薬庫も誘爆し、消火もままならないまま1時間15分後に転覆して、さらに1時間後に完全に海中に没した。燃えている海上には多数の水兵が投げ出されたが、水上機が水上滑走して、機体後部から曳航したロープに水兵を掴まらせて救助するなどの懸命の救助活動が行われたが、63名が艦と運命を共にし、大量の貴重な燃料油が失われた。
ミシシネワに回天が命中する少し前に、軽巡洋艦モービル (USS Mobile, CL-63) が特殊潜航艇と覚しき目標を発見し発砲した。そのため環礁内は大混乱に陥り、停泊していたあらゆる艦艇がまだ見ぬ目標に向けて発砲をはじめ、100基以上の探照灯が煌々と環礁内を照らした。ちょうどそのころに10,000m離れたタンカー泊地で大爆発が起こり、混乱は一層増長された。6時00分頃、残った1基の回天がモービルに向けて突入してきたが、潜望鏡によって2 - 4ノットの速力で直進してくる回天を発見したモービルが、5インチ砲と40ミリ機銃で射撃を開始。機銃弾が命中、5インチ砲弾の至近弾を受けたため突入コースに入りながら海底に突入し、のちに護衛駆逐艦ラール(USS Rall, DE-304)、ハロラン(USS Halloran, DE-305)、ウィーバー(USS Weaver, DE-741)の3隻が代わる代わる爆雷攻撃を行った。ラールが爆雷攻撃をしたのちに2名の日本兵が海上に浮上してきたのを確認したが、うち1名が元気に泳いでいたので、救出しようとしてハロランが接近したところ泳いでいた日本兵はまた海上に没してしまったという。その後にハロランは容赦なく爆雷を投下、7時18分に多くの破片と大量の油が浮き上がってきたので完全撃破と確認した。その後、ハロランからボートを下ろして回天の破片を回収したところ、日本語で何か書かれた木と金属でできた腰掛と女学生が差し入れた座布団を回収した。その日は浮上していたはずの日本兵の遺体は発見できず、3日後になってこの付近の海面で遺体を発見し、これを日本兵の遺体と確認した。
伊37潜はパラオ・コッソル水道に向かったが、11月19日にパラオ本島北方で発見された。これは米設網艦ウィンターベリー(USS Winterberry, AN-56)が、8時58分に浮上事故を起こした伊37潜（ポーポイズ運動を行った）を発見し、通報したものである。この報告を受けて、米護衛駆逐艦コンクリン(USS Conklin, DE-439)、マッコイ・レイノルズ(USS McCoy Reynolds, DE-440)が9時55分に現場付近へ到着し、両艦はソナーで探索を開始。午後も捜索を続けたのち、15時4分にコンクリンが探知し、レイノルズが15時39分にヘッジホッグで13発を発射したが効果なく失探、16時15分にコンクリンが再度探知して攻撃したところ、「小さい爆発音（命中音と思われる）らしきもの1」を探知。続くヘッジホッグ2回と艦尾からの爆雷攻撃の1回には反応がなかった。レイノルズが再度爆雷攻撃を行い（コンクリンがソナーで探査し、後続のレイノルズが爆雷で攻撃する）接近したところ、17時1分に海面にまで達する連続した水中爆発を認めた。以後は反応無く、撃沈と判定された。伊37潜の乗員と隊員は全員戦死と認定された。なお、のちにコンクリンは金剛隊を搭載した伊48潜も撃沈している。
伊47潜の折田善次艦長と乗組員たちは、ミシシネワから上がったオレンジ色の巨大な炎と煙の柱を確認していたが、そのあとに2つの閃光が走ったのを見てさらに2基が命中したと考えて歓喜した。しかし、詳細な戦果を確認する暇もなく、警戒を強化したアメリカ軍の駆逐艦の艦影を発見したため、急速潜行しての退避を余儀なくされた。伊47潜と伊36潜はその後無事に内地に帰投し、参謀や潜水艦関係者200名以上の前で折田と伊36潜の寺本巌艦長が戦況を報告した結果、2艦から発進した5基の回天は全基命中したと認定され、空母3隻、戦艦2隻撃沈の戦果を挙げたと公表された。特に折田が、攻撃前に日本軍の偵察機が撮影した環礁内の写真に2隻の空母が写っていたが、攻撃後の偵察写真にその空母がいなくなっていたことを見て、空母撃沈を強く主張したことが、この過大戦果判定に大きく影響した。折田は攻撃前の撮影写真で確認できたのは正規空母ではなく護衛空母と認識していたが、撃沈されたミシシネワは、その外見が同じT2型油槽船から設計されたサンガモン級航空母艦と酷似しており、見間違えた可能性も指摘されている。
菊水隊編成
| 部隊名 | 潜水艦名 | 出撃日    | 作戦海域             | 搭載回天 | 状況      |
| ------ | -------- | --------- | -------------------- | -------- | --------- |
| 菊水隊 | 伊36潜   | 1944.11.8 | ウルシー北泊地       | 4基-1基  |           |
| 菊水隊 | 伊37潜   | 1944.11.8 | パラオ・コッソル水道 | 4基-1基  | 11.19沈没 |
| 菊水隊 | 伊47潜   | 1944.11.8 | ウルシー南泊地       | 4基-4基  |           |

### 回天特別攻撃隊金剛隊
この菊水隊の泊地攻撃で、アメリカ軍の泊地の警戒が厳重になった。生還した伊三六と伊四七の報告を元に研究会が開かれ、潜水艦3隻の喪失と米軍の対抗策を予想して泊地攻撃への懸念が表明されたが、上層部は聞き入れなかった。当山全信海軍少佐(伊四八艦長)の抗議に、艦隊司令部は「精神力で勝て」と命令している。第二次玄作戦は、回天特別攻撃隊金剛隊と命名された。参加潜水艦は6隻（伊36、伊47、伊48、伊53、伊56、伊58）。12月19日、連合艦隊は電令作第448号をもって第二次玄作戦開始を命じる。
12月21日に伊56（目標地点アドミラルチー諸島ゼアドラ―港）、12月25日に伊47（フンボルト湾）、12月30日に伊36（ウルシー）と伊53（コッソル水道）と伊58（グアム島アプラ港）、翌年1月9日に伊48（ウルシー）が、それぞれ内海西部を出撃した。伊56は警戒厳重のため攻撃機会がなく、伊47は1月12日に四基発進（判定：大型輸送船4隻轟沈）、伊53は同日三基発進（大型輸送船2隻轟沈）、伊58は四基発進（特設空母1、大型輸送船3隻轟沈）、伊36は四基発進（有力艦4隻轟沈）、伊48は未帰還（油槽船1隻・巡洋艦1隻・大型輸送船2隻轟沈）となった。総合戦果判定は特空母1、大型輸送船9、油槽船1、巡洋艦1、有力艦6、合計18隻轟撃沈というものだったが、戦後調査によれば該当する記録はない(戦後確認された戦果は“戦果”の項目の表の通り)。金剛隊の回天作戦は、泊地攻撃の困難さを改めて浮き彫りにした。
金剛隊編成
| 部隊名 | 潜水艦名 | 出撃日     | 作戦海域                     | 搭載回天-発進 | 状況     |
| ------ | -------- | ---------- | ---------------------------- | ------------- | -------- |
| 金剛隊 | 伊56潜   | 1944.12.21 | アドミラルティ泊地           | 4基-0基       |          |
| 金剛隊 | 伊47潜   | 1944.12.25 | ホーランディア・フンボルト湾 | 4基-4基       |          |
| 金剛隊 | 伊36潜   | 1944.12.30 | ウルシー南泊地               | 4基-3基       |          |
| 金剛隊 | 伊53潜   | 1944.12.30 | パラオ・コッソル水道         | 4基-4基       |          |
| 金剛隊 | 伊58潜   | 1944.12.30 | グアム・アプラ港             | 4基-4基       |          |
| 金剛隊 | 伊48潜   | 1945.1.9   | ウルシー南泊地               | 4基-4基       | 1.23沈没 |

### 戦術の変更
菊水隊の攻撃によりアメリカ軍泊地の防御が予想以上に強化されたことを知った日本軍は、黒木、仁科の進言どおりに水上航走艦を狙う作戦へと変更した。1945年2月19日には硫黄島にアメリカ軍が上陸して硫黄島の戦いが始まり、侵攻部隊を海上で叩く必要に迫られたことも戦術変更の大きな要因となった。また、潜水中の潜水艦より回天に乗艇できる技術的な改善も加えられた。しかしアメリカ海軍も、侵攻部隊の輸送船団は厳重な泊地とは異なって日本軍潜水艦の格好の目標となることを懸念して、大西洋上でドイツ軍Uボート対策で絶大な効果を上げていた護衛空母と駆逐艦で編成されたハンター・キラーグループで護衛していたので、見るべき戦果もなく回天を搭載した母艦が次々と撃沈されていった。アメリカ軍は硫黄島を攻略すると、4月1日には沖縄本島に上陸し沖縄戦が開始されて、その侵攻部隊に対しても回天部隊は出撃したが、より対策を強化したアメリカ軍艦隊相手には損害を重ねるだけとなった。
金剛隊以降、硫黄島や沖縄支援のために出撃した回天部隊は下記となる。
千早隊、神武隊、多々良隊、天武隊、振武隊、轟隊編成
| 部隊名   | 潜水艦名 | 出撃日    | 作戦海域         | 搭載回天-発進 | 状況         |
| -------- | -------- | --------- | ---------------- | ------------- | ------------ |
| 千早隊   | 伊368潜  | 1945.2.20 | 硫黄島海域       | 5基-5基       | 2.27沈没     |
| 千早隊   | 伊370潜  | 1945.2.20 | 硫黄島海域       | 5基-5基       | 2.26沈没     |
| 千早隊   | 伊44潜   | 1945.2.22 | 硫黄島海域       | 4基-0基       |              |
| 神武隊   | 伊58潜   | 1945.3.1  | 硫黄島海域       | 4基-0基       | 作戦中止帰還 |
| 神武隊   | 伊36潜   | 1945.3.1  | 硫黄島海域       | 4基-0基       | 作戦中止帰還 |
| 多々良隊 | 伊47潜   | 1945.3.29 | 沖縄海域         | 6基-0基       |              |
| 多々良隊 | 伊56潜   | 1945.3.31 | 沖縄海域         | 6基-6基       | 4.5沈没      |
| 多々良隊 | 伊58潜   | 1945.3.31 | 沖縄海域         | 4基-0基       |              |
| 多々良隊 | 伊44潜   | 1945.4.3  | 沖縄海域         | 4基-4基       | 4.18沈没     |
| 天武隊   | 伊47潜   | 1945.4.20 | 沖縄東方海域     | 6基-4基       |              |
| 天武隊   | 伊36潜   | 1945.4.22 | 沖縄東方海域     | 6基-4基       |              |
| 振武隊   | 伊367潜  | 1945.5.5  | 沖縄東方海域     | 5基-2基       |              |
| 轟隊     | 伊361潜  | 1945.5.27 | 沖縄東方海域     | 5基-5基       | 5.30沈没     |
| 轟隊     | 伊363潜  | 1945.5.28 | ウルシー沖縄線上 | 5基-0基       |              |
| 轟隊     | 伊36潜   | 1945.6.4  | マリアナ東方海域 | 6基-3基       |              |
| 轟隊     | 伊165潜  | 1945.6.15 | マリアナ東方海域 | 2基-2基       | 6.27沈没     |

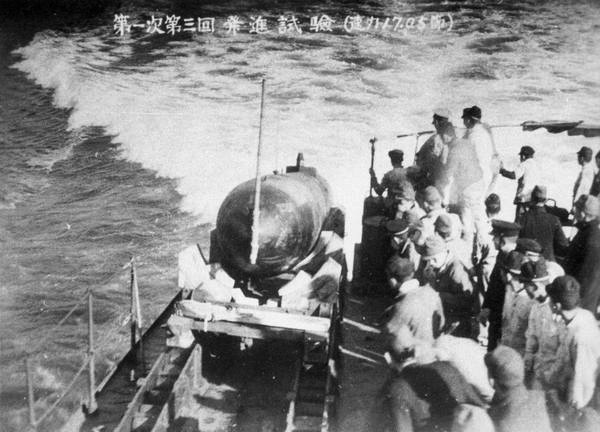
軽巡「北上」に搭載された回天一型の試験発射

1945年3月以降は敵本土上陸に備えて、陸上基地よりの出撃や施設設営とともに、スロープを設けられた旧式の巡洋艦（北上）や、松型駆逐艦、一等輸送艦からの発射訓練も行われたが、戦地へ輸送中に撃沈されたり、出撃前に終戦となった。

### 多聞隊の成功
沖縄戦も終わり、敗色が濃くなった1945年7月に、第6艦隊は、日本海軍の作戦可能な全潜水艦兵力を回天作戦に投入することとし、伊47潜、伊53潜、伊58潜、伊363潜、伊366潜、伊367潜の6隻を出撃させた。多聞隊という部隊名は、日本本土への侵攻に対抗するべく武神多聞天から採ったものであった。
この多聞隊は、海上において通商破壊を任務としており、各艦は沖縄と太平洋上のアメリカ軍各拠点を結ぶ補給線上でアメリカ軍船団を待ち構えていた。7月24日に伊53潜は戦車揚陸艦7隻、輸送艦1隻と護衛の護衛駆逐艦 アンダーヒル 他数隻で編成された船団を発見し、勝山淳中尉が搭乗する回天1基を射出した。まもなく護衛艦隊が回天を発見し爆雷攻撃を加えたが、護衛艦もパニックに陥っており、射出された回天は1基だったのにもかかわらず、何本も潜望鏡が見え、日本軍の特殊潜航艇数隻が攻撃してきたと誤認した。そのうち1つの潜水艇らしきものを発見したアンダーヒルは、衝突してその潜水艇を撃破しようと前進したが、勝山艇はアンダーヒルと衝突後に大爆発を起こして、アンダーヒルはあっという間に真っ二つになり、一瞬で10名の士官と102名の水兵が戦死した。アンダーヒルの艦体の前部はたちまち海没したが、残った後部はしばらく浮いていたため、他の艦の砲撃によって処分された。アンダーヒルの沈没は、日本軍潜水艦がフィリピン沖という外洋で積極的に作戦行動しているという衝撃的な情報であったが、なぜかこの情報がアメリカ海軍内で共有されることはなかった。

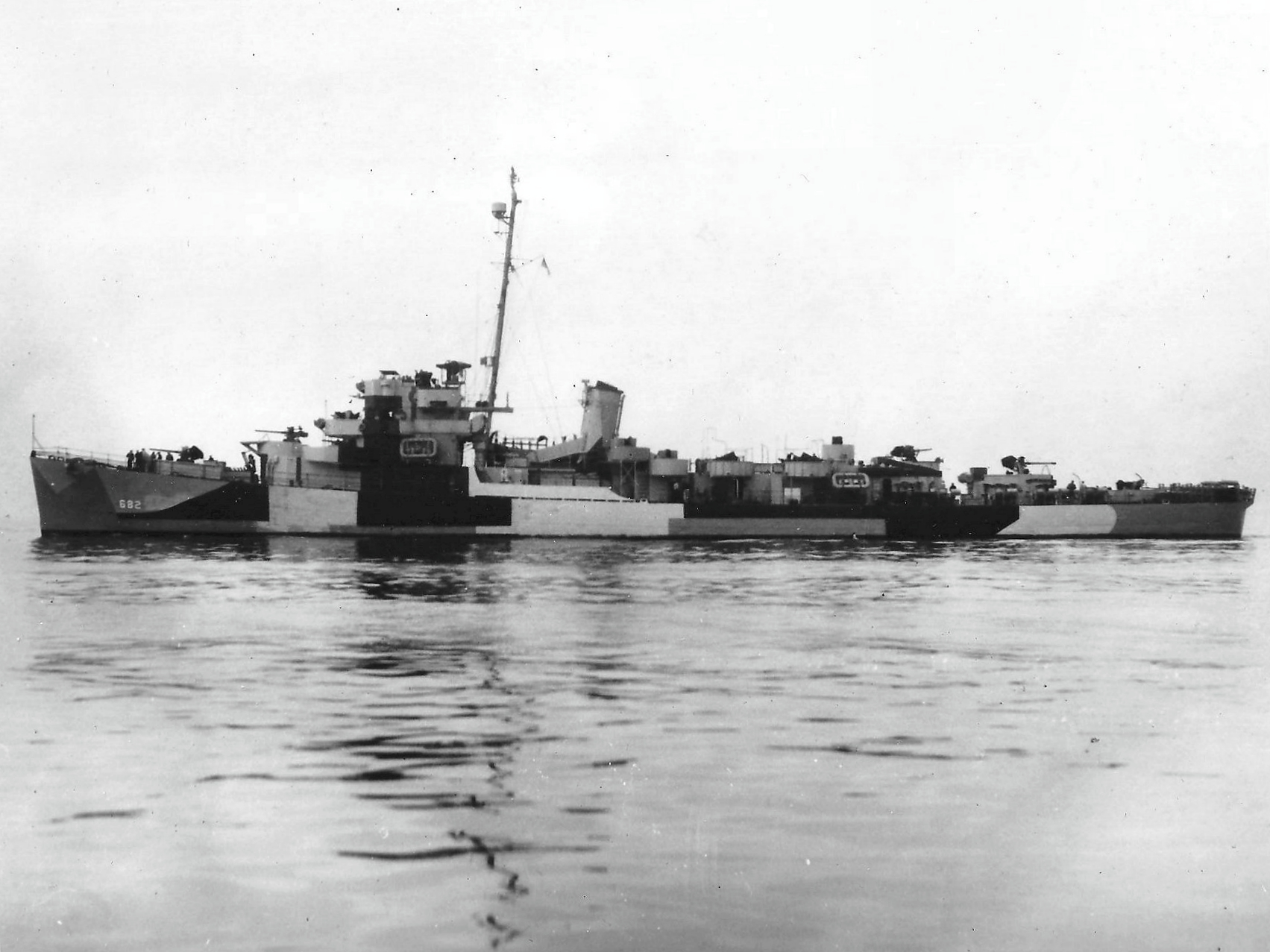
回天に撃沈される直前の1945年に撮影された護衛駆逐艦アンダーヒル

伊53潜はそのまま回天作戦を続行していたが、8月4日、不意に大量の爆雷攻撃を受けた。新兵器の三式探信儀で探索したところ、伊53潜が気づかないうちに半径1,000ｍで5隻の敵艦に包囲されていることが判明した。艦長の大場佐一大佐は、30ｍから回天の耐圧深度80ｍを超える100ｍまで艦を激しく上下させたり、艦を激しく左右に急旋回させて爆雷を回避するよう命じた。しかし投下された爆雷は100個以上となり、大場も今まで経験したことのない窮地に追い込まれた。搭載していた回天4基のうち2基も損傷により使用不能となったが、残る2基の搭乗員関豊興少尉と荒川正弘一飛曹が、このままやられるよりは、乾坤一擲、死中に活を求めたいと出撃を直訴し、大場も最後の望みと考え出撃を許可、2基の回天は頭上で爆雷攻撃中の敵艦に突入するという困難な任務となったが、2基のうちの1基がバックレイ級護衛駆逐艦アール・V・ジョンソン (護衛駆逐艦)の至近で爆発、同艦は主機関と舵取機が損傷し戦線離脱を余儀なくされ、伊53潜は窮地を脱することができた。
伊58潜は広島と長崎に落とされた原子爆弾（核部分）をテニアン島まで運び、1945年7月30日にレイテ島へ単独航行中であった重巡洋艦インディアナポリスを発見、橋本以行艦長は敵艦は真っすぐに向かってきたことから、発見されたものと考え（実際には発見されていなかった）、攻撃後に即潜航することが必要と考えて、回天搭乗員の出撃要求を抑えて通常魚雷6本を発射、うち2～3本が命中してこれを撃沈した。
伊58潜はその後もこの海域に留まり、回天作戦を継続して、4基の回天を射出していた。8月12日には、ラッデロウ級護衛駆逐艦トーマス・F・ニッケル (護衛駆逐艦)とアシュランド級ドック型揚陸艦オーク・ヒル (LSD-7)（橋本は15,000トン級の水上機母艦と誤認）の船団を発見、橋本は残った2基のうち1基の回天（林義明一飛曹搭乗）の射出を命じた。オーク・ヒルは回天の潜望鏡を発見し、トーマス・F・ニッケルが攻撃に向かったが、回天はそのトーマス・F・ニッケルの側面に命中した。しかし、命中した角度が浅かったため信管が作動せず、林艇はトーマス・F・ニッケルの側面をこすったのちに、同艦から25ｍ離れたところで爆発した。林が信管の起動スイッチを押して自爆したものと思われる。回天の慣性信管はしばしば同様に命中しても、角度が浅く起動しないことがあった。金剛隊の攻撃で損傷した輸送艦ポンタス・H・ロスも同様に回天が命中しながら、信管が起動せずに小破で止まっている。搭乗員は突撃の際には安全装置を外し、敵艦への突入角度が足りなくても突入と同時に信管が作動するよう自爆装置に腕をかけるなどしていたが、個々人の覚悟と工夫だけでは限界があった。九死に一生を得たトーマス・F・ニッケルであったが、受けた衝撃は大きく、なおも数基の回天が同艦を攻撃していると誤認して、2時間に渡って幻の回天相手に転舵と回避を繰り返しながら、爆雷を投下し続けるという独り相撲を取り続けたが、船団に被害はなかった。残った1基の回天は故障していたためこれが回天最後の出撃となり、故障した回天の搭乗員の白木一郎一飛曹は生還した。
多聞隊は戦果を挙げながら、6隻全艦が無事帰投している。アメリカ軍は多聞隊の動静を出撃前から掴んでいたが、大戦末期で自信過剰となっていたのか、情報の共有や日常の哨戒活動が徹底されておらずに終戦直前に手痛い損害を被ることとなった。日本海軍からすれば多聞隊は1隻の潜水艦を失うことなく、回天の初陣となった「菊水隊」を超える戦果を挙げて、回天作戦の有終の美を飾ることができ、アメリカ軍からも、戦争終結前の日本海軍の大きな成功と評された。
多聞隊編成
| 部隊名 | 潜水艦名 | 出撃日    | 作戦海域           | 搭載回天-発進 | 状況 |
| ------ | -------- | --------- | ------------------ | ------------- | ---- |
| 多聞隊 | 伊53潜   | 1945.7.14 | 沖縄フィリピン線上 | 6基-4基       |      |
| 多聞隊 | 伊58潜   | 1945.7.18 | 沖縄パラオ線上     | 6基-5基       |      |
| 多聞隊 | 伊47潜   | 1945.7.19 | 沖縄東方海域       | 6基-0基       |      |
| 多聞隊 | 伊367潜  | 1945.7.19 | 沖縄グアム線上     | 5基-0基       |      |
| 多聞隊 | 伊366潜  | 1945.7.19 | 沖縄グアム線上     | 5基-0基       |      |
| 多聞隊 | 伊363潜  | 1945.8.1  | 沖縄日本本土線上   | 5基-0基       |      |

## 戦果
参考文献
- 回天による攻撃（発進49基＝搭乗員）
- 撃沈

| 沈没日         | 艦名                    | 艦種         | 場所       | 戦死者 | 負傷者 | 備考                                                                                      |
| -------------- | ----------------------- | ------------ | ---------- | ------ | ------ | ----------------------------------------------------------------------------------------- |
| 1944年11月20日 | ミシシネワ              | 武装タンカー | ウルシー   | 63     | 95     | 満載していた、艦艇用重油5,000バレル、ディーゼル油9,000バレル、航空燃料405,000ガロンも海没 |
| 1945年1月12日  | LCI(L)-600 (歩兵揚陸艇) | 歩兵揚陸艇   | ウルシー   | 3      | 0      |                                                                                           |
| 1945年7月24日  | アンダーヒル            | 護衛駆逐艦   | フィリピン | 112    | 約100  | 命中したのは多門隊伊53潜・勝山淳中尉（没後少佐）の回天                                    |
| 合計           | 3隻                     |              |            | 178名  | 195名  |                                                                                           |
- 損傷（異説あり[90]）

| 損傷日        | 艦名                                         | 艦種             | 場所             | 戦死者 | 負傷者 | 備考 |
| ------------- | -------------------------------------------- | ---------------- | ---------------- | ------ | ------ | --- |
| 1945年1月21日 | ポンタス・H・ロス                            | リバティ型輸送艦 | ホーランディア   | 0      | 0      | 回天が左舷3番船倉に衝突し、直径22cmほどの凹みができた。その後回天は海面上を滑って離れ、側面を回って船首前方右舷寄りに90m離れてから大爆発した。爆発は激しかったが、船体の損傷は軽微であった                                                |
| 1945年1月21日 | マザマ (弾薬輸送艦)（英語版）                | 弾薬輸送艦       | ウルシー         | 8      | 13     | 36m離れた所で回天が至近爆発、その衝撃で艦体に亀裂が入り危うく沈没するとこであったが、5,300トンも搭載していた弾薬が誘爆せず、また3番船倉から後ろが無事であったことにより浮力が残ったため沈没は免れた。修理に半年を要する深刻な損傷であった |
| 1945年6月27日 | アンタレス (輸送艦)（英語版）                | 輸送艦           | サイパン島の東方 | 0      | 11     | 伊165潜が発射した回天との戦闘中に乗組員が負傷 |
| 1945年8月4日  | アール・V・ジョンソン (護衛駆逐艦)（英語版） | 護衛駆逐艦       | エンガノ岬沖     | 0      | 0      | 母艦伊53潜が同艦から爆雷攻撃を受けているときに、反撃として発射した回天関豊興少尉艇もしくは、荒川正弘一飛曹艇が水中で爆発、その衝撃で機関が損傷して落伍、母艦伊53潜は無事に生還した                                                        |
| 合計          | 4隻                                          |                  |                  | 8名    | 24名   | |
- 回天作戦中の母艦の雷撃による戦果。

| 沈没・損傷日  | 艦名                                | 艦種     | 場所         | 戦死者 | 負傷者 | 備考 |
| ------------- | ----------------------------------- | -------- | ------------ | ------ | ------ | --- |
| 1945年6月24日 | エンディミオン (ドック艦)（英語版） | ドック艦 | サイパン島沖 | 0      | 11     | 上陸用舟艇の修理艦。3本の魚雷が艦下を通過したが、うち1本が爆発し操舵不能の損傷 |
| 1945年7月30日 | インディアナポリス                  | 重巡洋艦 | フィリピン海 | 883    | 約300  | 原爆の部品運搬任務後レイテ島へ単独航行をしていたところを、回天作戦中の伊58潜の通常雷撃により撃沈。伊58潜は回天ではなく通常の魚雷を6本発射し3本が命中、わずか12分で沈没した。インディアナポリスマクベイ艦長は、危険水域でのジグザグ航行を怠り艦を危険に晒した罪で軍法会議にかけられたが最終的に無罪となった。しかし、1968年に妻に先立たれた寂しさや、インディアナポリスで戦死した兵士の遺族からの辛辣な手紙や電話に思い悩んで拳銃自殺している |
| 合計          | 2隻                                 |          |              | 883名  | 311名  | |

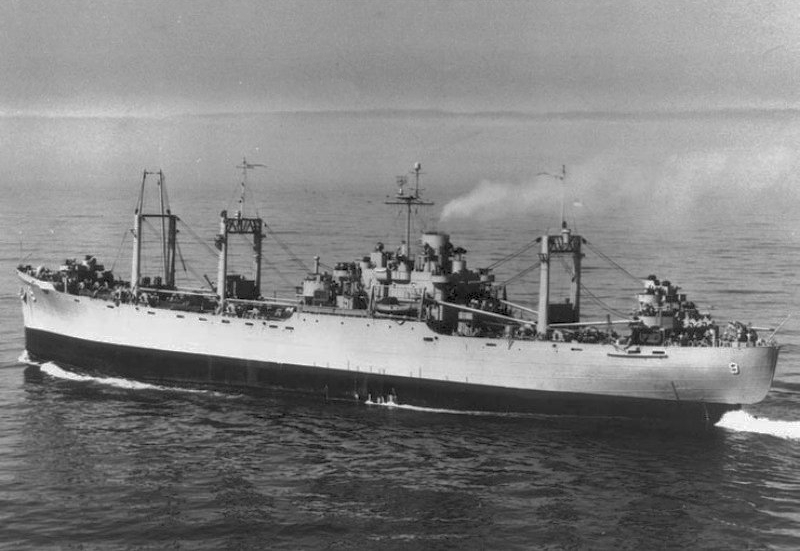
回天が至近爆発し大破した弾薬輸送艦マザマ

回天作戦により、回天搭乗員80名～87名が作戦中に戦死、母艦の潜水艦も8隻を損失しており、その損害に対して戦果は期待外れであった。しかし、アメリカ軍は回天を過大評価しており、菊水隊によるウルシー攻撃の際にウルシーに滞在していた第38.3空母群司令フレデリック・C・シャーマン少将は「我々は一日終日、そして次の日も、今にも爆発するかもしれない火薬庫の上に座っている様なものだった。」と、当時のアメリカ軍の回天への警戒ぶりを率直に述べており、また、8月12日に回天と最後の戦闘をした駆逐艦トマス・F・ニッケルの艦長C・S・ファーマー少佐は、回天による巧みな戦闘ぶりに、母艦が回天をソナーの捜索範囲外からコントロールしているものと信じて疑わなかった。沖縄戦時に第1戦艦戦隊司令官であったジェシー・B・オルデンドルフ中将は、回天との戦闘経過の報告を受けて「戦いを継続していく上で回天は最大の脅威となっていた」と考えた。
吉田俊雄(海軍中佐、参謀)は、終戦時ダグラス・マッカーサー司令部のリチャード・サザーランド参謀長が「回天搭載の潜水艦が行動中かどうか」について質問され、行動中と聞くと動揺したというエピソードを紹介し、アメリカ軍をこれだけ恐れさせた回天であるのに戦果が少ないので、アメリカ軍が意図的に戦果を隠蔽しているのではと疑問視している旧軍の回天関係者（隊員や潜水艦長、参謀）がいると指摘している。アメリカ軍の全ての文書が公開対象となっておらず、民間輸送船に関してはアメリカ軍での記録がないため、上記戦果はあくまで現在確認されているもの。
なお、一回目の出撃である1944年11月20日に戦艦ペンシルベニア (USS Pennsylvania, BB-38) を撃沈しているとの報告が日米双方に存在したが、実際にペンシルベニアが受けた被害は1945年（昭和20年）8月12日の夜間雷撃によるものだった。ペンシルベニアは戦後のビキニ原爆実験における二度の核爆発に耐えたのち、1948年2月10日に沈没した。
当時の日本軍側は回天発射後の母艦からの潜望鏡による火柱、爆煙の目視、爆発音の聴取など間接的な形でしか戦果を観察できず、そこに「発進から30分以内での爆発音は、突入時刻と一致するため敵突撃の可能性は濃厚」や「燃料の切れる1時間前後での爆発音は自爆の可能性が高い」など推定を多く重ねざるを得ず、戦果報告は現実とかけ離れたものにならざるを得なかった。例えば伊58潜の橋本以行艦長は、回天作戦に従事した時には潜水艦長勤務が3年に及ぶベテランであったが、インディアナポリス撃沈時には目標艦が酸素魚雷3本を被雷しながらしばらく沈まなかったことを考慮し「アイダホ型戦艦撃沈」と報告している。さらに8月12日の回天戦では発進後44分後に爆発と黒煙を確認、1万5000トン級水上機母艦を撃沈したと報告している。

## 部隊

### 搭乗員

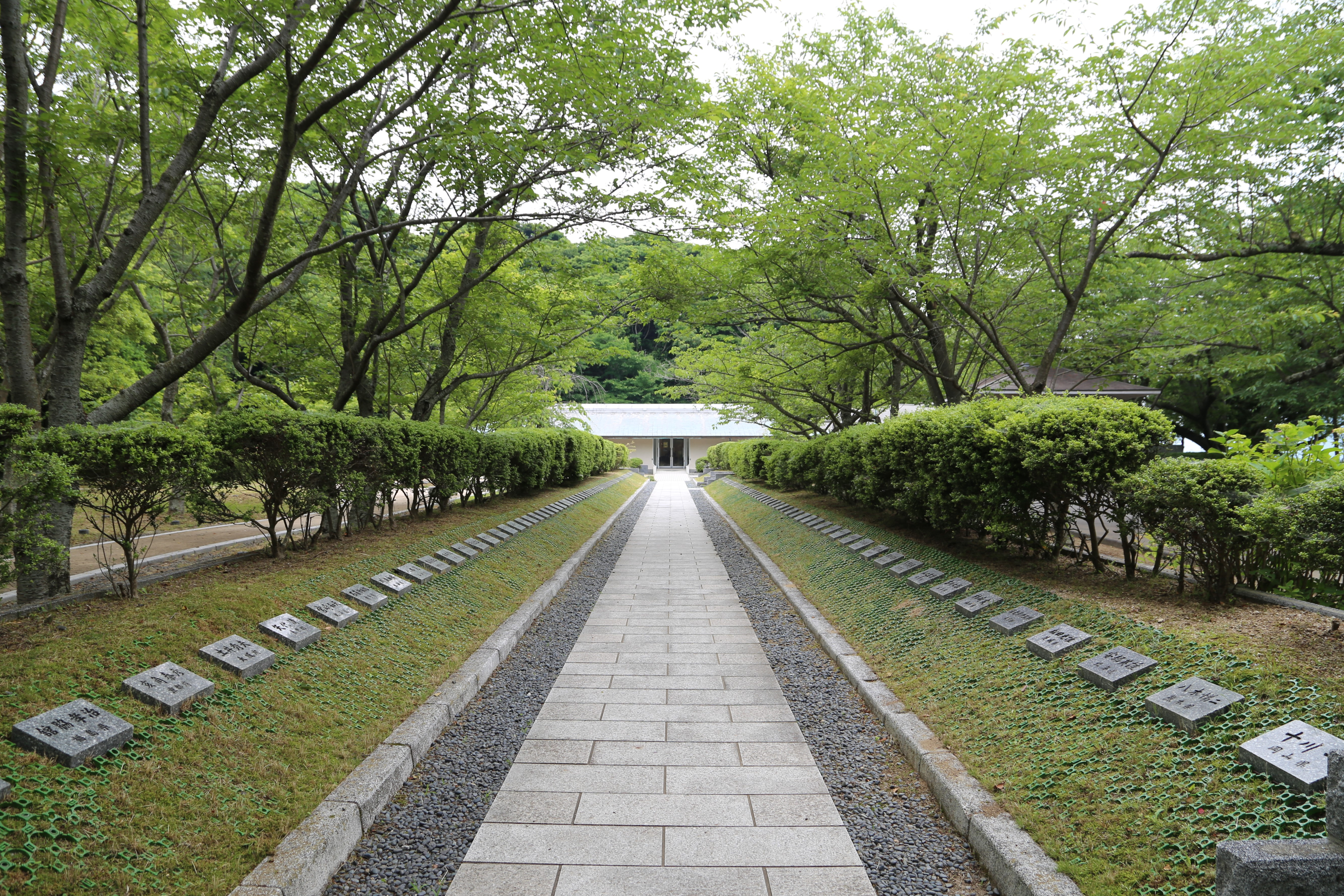
大津島にある回天記念館

海軍兵学校、海軍機関学校出身者は加賀谷武大尉（兵71）、帖佐裕大尉（兵71）、久住宏中尉（兵72）、河合不死男中尉（兵72）、村上克巴中尉（機53）、福田斉中尉（機53）、都所静世中尉（機53）、豊住和寿中尉（機53）、川崎順二中尉（機53）が、潜水学校11期卒業と同時に志願して回天隊に参加。以上は黒木、仁科が最初に何らかの形で接触をはかった者と思われる。上別府宜紀大尉（兵70）、樋口孝大尉（兵70）は特四内火艇で竜巻作戦中止の後、回天作戦に参加。近江誠大尉（兵70）、三谷與司夫大尉（兵71）、橋口寛中尉（兵72）も回天と同様の特攻兵器の意見書を提出後、参加。それ以外は指名による（本人の配属希望を考慮し選考）。
予備士官、予科練出身者は募集。ただし、作戦は奇襲で、軍機密事項の段階であったため、敵への情報流出を防ぐ必要から、兵器に関する具体的な事柄には一切触れられなかった。募集要綱には「右特殊兵器は挺身肉薄一撃必殺を期するものにしてその性能上特に危険を伴うもの」、「選抜せられたる者はおおむね三月及至六月間別に定められたる部隊において教育訓練を受けたる上直に第一線に進出する予定なり」とある。それ以上の説明は口頭でなされた。土浦海軍航空隊の予科練習生の場合、応募者2千余名の中から、身体健康で意志強固な者、攻撃精神旺盛で責任感の強い者、家庭的に後顧の憂いのない者を基準に100名が選抜された。
なお、最初期に着任した搭乗員は以下の34名である。
黒木博司（機51・戦死）、樋口孝（兵70・戦死）、上別府宣紀（兵70・菊水隊）、仁科関夫（兵71・菊水隊）、加賀谷武（兵71・金剛隊）、帖佐裕（兵71・第三回天隊◎）、久住宏（兵72・金剛隊）、河合不死男（兵72・第一回天隊）、石川誠三（兵72・金剛隊）、川久保輝夫（兵72・金剛隊）、吉本健太郎（兵72・金剛隊）、福島誠二（兵72・多々良隊）、土井秀夫（兵72・多々良隊）、柿崎実（兵72・天武隊）、小灘利春（兵72・第二回天隊◎）、福田斉（機53・菊水隊）、村上克巴（機53・菊水隊）、都所静世（機53・金剛隊）、豊住和寿（機53・金剛隊）、川崎順二（機53・千早隊）、宇都宮秀一（東大・菊水隊）、今西太一（慶大・菊水隊）、近藤和彦（名古屋高工・菊水隊）、佐藤章（九大・菊水隊）、渡辺幸三（慶大・菊水隊）、原敦郎（早大・金剛隊）、工藤義彦（大分高商・金剛隊）、前田肇（福岡第二師範・天武隊）、池淵信夫（大阪日大・轟隊）、小林好久（長岡工業専門・戦死）、藤田克己（予・多聞隊◎）、永見博之（予・第五回天隊◎）、上杉正俊（予・転属）、松岡俊吉（予・転属）。（注・予=予備士官で出身校不明、◎=生還）
1988年（昭和63年）2月の回天名簿によると、最終的には兵学校・機関学校122名、予備士官244名、兵科下士官10名、予科練1050名の、計1426名（うち転出51名）が着任した。
著名人には、 小灘利春（「全国回天会」会長）、河崎春美（全国回天会事務局長）、帖佐裕（軍歌「同期の桜」作詞者）、山地誠（旧姓近江）（晩年出家し回天戦没者追悼の旅をする）、横田寛（『ああ回天特攻隊』著者）、園田一郎（元三菱商事副社長）、上山春平（哲学者、京都大学名誉教授）、武田五郎（元大洋ホエールズ球団社長）がいる。また、予備士官出身で戦死した塚本太郎は、学徒出陣に際して残した肉声のレコードが戦後公表されたことで知られる。
終戦までに訓練を受けた回天搭乗員は、海軍兵学校、海軍機関学校、予科練、予備学生など、1,375人であったが、実際に出撃戦死した者は87名（うち発進戦死49名）、訓練中に死亡した者は15名、終戦により自決した者は2名（総数106名とする数字もある。）。回天による戦没者は、特攻隊員の他にも整備員36名他の関係者もあり、それらを含めると145人になった。訓練中の死者は特攻兵器の中で最も多い。さらに回天戦に参加した未帰還の潜水艦は8隻で、その搭乗員数は811名を数える。

### 基地

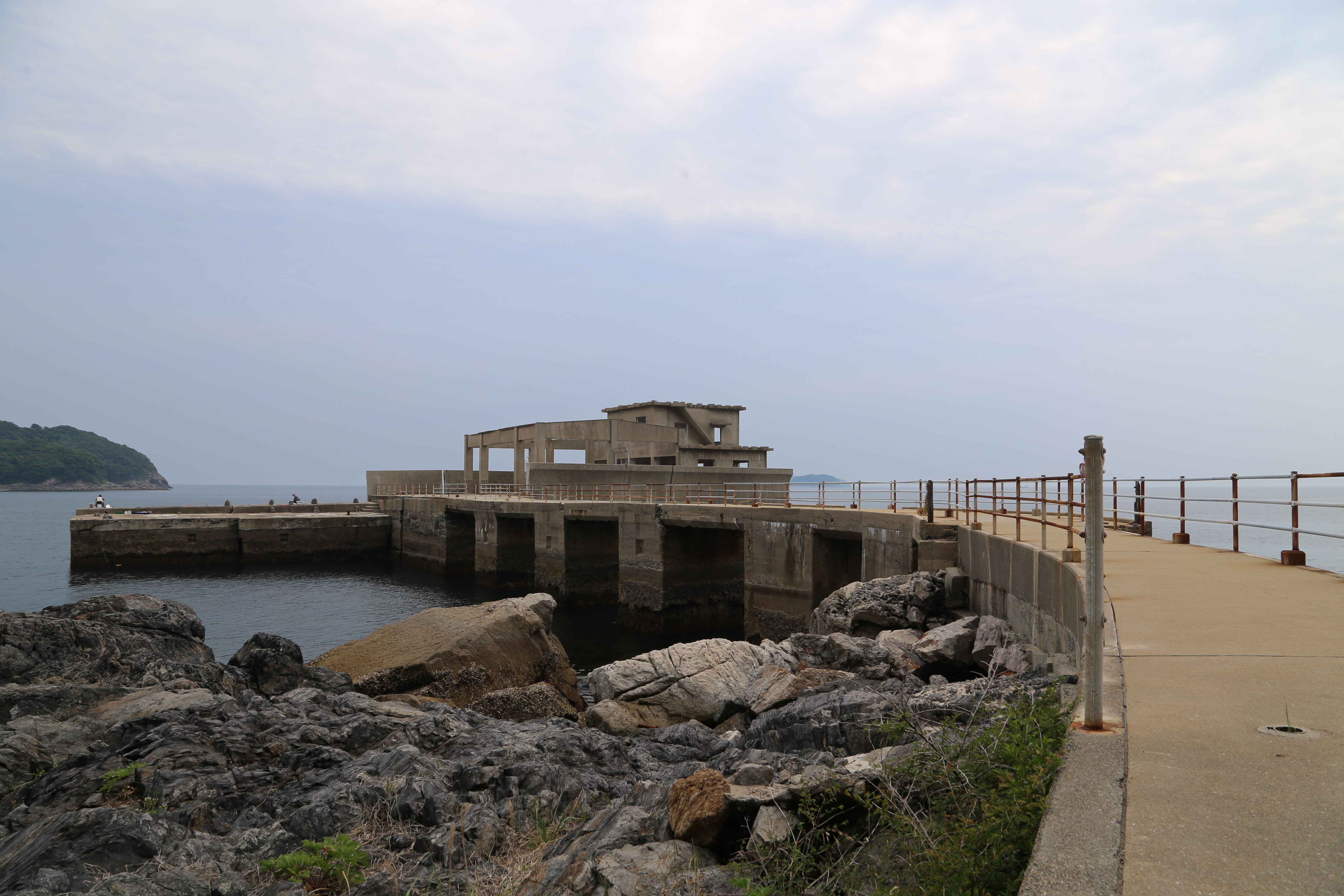
大津島の回天訓練基地跡地に残る施設

訓練基地
「回天」の訓練基地は山口県の大津島・光基地・平生(平生基地）、大分県の大神基地の４カ所が知られている。山口県周南市（旧・徳山市）の徳山湾に浮かぶ大津島で最初に整備された基地が手狭になると、同じ山口県内の周防灘側の光(光基地)と平生、更に大分県速見郡日出町大神にも基地が設けられた。回天の出撃は、大津島基地からが大半で14回、他に光から12回、平生から2回、大神から1回であった。
大津島の一番南、元は別の島だったものの400年くらい前につながって大津島の一部となった馬島に、戦時中は、回天の組立工場とそれを海に下ろすためのエプロン2ヵ所と島の裏側に発射練習基地があった。島の反対側までトンネルがあり、その先に発射練習基地があった。練習のコースは、大津島の徳山湾の東にあたる内海側から黒髪島方面に発射して戻ってくる第1コース、やはり内海側から発射し馬島を周回して外海側の発射練習基地に戻る第2コース、内海側から発射して大津島を北上し、島の西を回って、外海側の発射練習基地に戻る第3コースがあった。
現在は、高台の旧馬島小学校の跡地に1968年（昭和43年）に建てられた回天記念館と回天碑、鐘楼がある。門から記念館までのアプローチには、それぞれの戦没者の名を刻んだ烈士石碑が並んでいる。初代館長は、高松工（たくみ）である。現在は周南市教育委員会が管理運営している。また、2006年に「大津島旧回天発射訓練基地」は土木学会選奨土木遺産に選ばれる。
なお、以前の展示品などは、回天記念館と同じ住所の休憩所「養浩館」に展示されている。そちらでは体験談を聞くことができる。発射練習基地はそのほとんどが破壊され、大方の輪郭のみ残っているものの一部老朽化が進み、立ち入り禁止になっている。通称「ケイソン」と呼ばれている。
基地回天隊
回天を搭載する大型潜水艦が次々と失われ、また敵の本土上陸が現実問題となってきたことから、日本本土の沿岸に回天を配備する「基地回天隊」が組織された。
第一回天隊8基および搭乗員、整備員、基地員の全127名は1945年3月に第十八号輸送艦で沖縄に向け進出したが、同18日に沖縄南西の慶良間諸島付近で米潜水艦「スプリンガー」に撃沈され全滅（推定）した。第二回天隊8基は1945年5月に伊豆諸島の八丈島の2ヶ所の収容壕に配備され敵艦隊の接近を待ったが、出撃する機会なく終戦を迎えた。米軍の命令で壕ごと爆破処理されたが、その後壕は発掘され現在は説明看板が立てられている。
そのほか、第三・第五・第八・第九回天隊は宮崎県、第四・第六・第七回天隊は高知県、第十一回天隊は愛媛県、第十二回天隊は千葉県、第十六回天隊は和歌山県に配備され、いずれも敵の上陸予想地点を射程内に捕らえる場所にあった。
一覧

| 部隊名       | 指揮官      | 編成年月日    | 部隊編成              | 配置                                                     |
| ------------ | ----------- | ------------- | --------------------- | -------------------------------------------------------- |
| 光突撃隊     |             | S19年11月25日 |                       | 山口県光                                                 |
| 平生突撃隊   |             | S20年3月1日   |                       | 山口県平生                                               |
| 大津島分遣隊 |             | S19年9月1日   |                       | 山口県大津島                                             |
| 大神突撃隊   | 山田 盛重   | S20年4月20日  | 回天16基(終戦時)      | 大分県大神                                               |
| 01回天隊     | 河合 不死男 |               | 回天8基(配備前に喪失) | 沖縄県沖縄本島                                           |
| 02回天隊     | 小灘 利春   |               | 回天8基               | 東京都八丈島                                             |
| 03回天隊     | 羽田 育三   |               | 回天8基               | 宮崎県油津                                               |
| 04回天隊     | 近江 誠     |               | 回天8基               | 高知県須崎湾                                             |
| 05回天隊     | 永見 博之   |               | 回天7基               | 宮崎県大堂津・栄松 (宮崎県) \|南郷町 (宮崎県) \|栄松南郷 |
| 06回天隊     | 那知 勤     |               | 回天8基               | 高知県浦戸湾                                             |
| 07回天隊     | 櫻井 勝     |               | 回天8基               | 高知県浦戸湾・高知県須崎湾                               |
| 08回天隊     | 井上 薫     |               | 回天12基              | 宮崎県細島                                               |
| 09回天隊     | 重岡 力     |               | 回天6基               | 宮崎県内海                                               |
| 10回天隊     | 佐賀 正一   |               | 回天4基               | 鹿児島県内ノ浦                                           |
| 11回天隊     | 久堀 弘義   |               | 回天8基               | 愛媛県麦ヶ浦                                             |
| 12回天隊     | 峯 眞佐雄   |               | 回天6基(未配備)       | 千葉県小浜                                               |
| 13回天隊     | 未展開      |               |                       | 静岡県網代                                               |
| 14回天隊     | 未展開      |               |                       | 神奈川県小田和湾                                         |
| 15回天隊     | 未展開      |               |                       | 愛知県大井                                               |
| 16回天隊     | 武永 惟雄   |               | 回天4基(未配備)       | 和歌山県由良白崎                                         |
| 17回天隊     |             |               |                       | 展開先未定                                               |
| 18回天隊     |             |               |                       | 展開先未定                                               |

## 各型

回天断面図 Type 1.

一型

艇後半の機関部を九三式酸素魚雷から流用して作製。他に一型を簡素化して量産性を高めた一型改一および一型改二がある。
一型は130基程度生産し、その後は二型に切り替える予定だった。だが二型や改良型の生産遅延により、一型は各種約420基生産された。各型の性能要目は、戦史叢書「潜水艦史」に依る。
- 全没排水量：8.30 t
- 全長：14.75 m
- 直径：1.00 m
- 軸馬力：550 馬力
- 速力/射程：12kt / 78,000 m、20 kt / 43,000 m、30 kt / 23,000 m

回天断面図 Type 2.

- 最低航行速度：3 kt
- 乗員：1 名
- 炸薬：1.55 t
- 安全潜航深度：80 m

二型

遣独潜水艦作戦により伊号第八潜水艦がドイツより持ち込んだ新型機関を基礎に、過酸化水素と水化ヒドラジンを燃料とする機関（六号機械）を搭載して40ノットの高速を狙った大型タイプ。
六号機械の開発が難航し、量産されることなく終戦を迎えた。本来ならば、この二型が回天の主軸を担うはずであった。
- 全没排水量：18.38 t
- 全長：16.50 m
- 直径：1.350 m
- 軸馬力：
- 速力/射程：20kt / 83,000 m、30 kt / 50,000 m、40 kt / 25,000 m

回天断面図 Type 4.

回天断面図 Type 10.

- 最低航行速度：
- 乗員：1 名
- 炸薬：
- 安全潜航深度：

四型

機関に二型と同じ六号機械を使用し、燃料のみ一型と同じ酸素と灯油に変更したタイプ。二型と同じく六号機械の開発難航により量産されなかった。生産台数は6基という。
- 全没排水量：18.17 t
- 全長：16.50 m
- 全幅：1.35 m
- 速力/射程：20kt / 62,000 m、30 kt / 38,000 m、40 kt / 27,000 m、
- 炸薬：1.8 t

十型

九二式電池魚雷を中央部で切断し、操縦室を挿入した簡易型回天。航続距離、速力とも低く航行中の艦船を襲撃することは不可能だったが、酸素魚雷転用の一型では不可能な機関停止による待機や、逆転による後進が可能で運用の柔軟性が増すと期待されていた。
生産が間に合わず、実戦に参加することなく終戦を迎えた。

## 現存する回天（実艇）
一型
靖国神社の遊就館に一型改一が展示されている。後部の機関部分は復元であるが、外部に取り付けられた複雑な構造物やパーツなどが緻密に復元されている。
アメリカワシントン州キーポートの海軍潜水艦博物館に一型改一が収蔵されている。世界中で現存する回天一型（改一）の実艇は、この二艇だけである。
また、光市文化センター（山口県光市）に実戦用の一型改一の頭部が展示されている。
二型
平生町歴史民俗資料館（山口県平生町）に中部胴体（操縦室と後部浮室）が残されている。
四型
靖国神社遊就館に中部胴体（操縦室と後部浮室）が展示されている。
十型
呉市海事歴史科学館（大和ミュージアム）に試作型の実艇が展示されている。同館の解説によれば「湯豆腐嵯峨野」から寄贈されたという。

## 主題にした作品

### 映画
『潜水艦ろ号 未だ浮上せず』（1954年）
『人間魚雷回天』（1955年）
『人間魚雷出撃す』（1956年）
『潜水艦イ-57降伏せず』（1959年）
『海軍兵学校物語 あゝ江田島』（1959年）
『南太平洋波高し』（1962年）
『人間魚雷 あゝ回天特別攻撃隊』（1968年）
『出口のない海』（2006年）
『真夏のオリオン』（2009年）

### 舞台
『逆鱗』

### テレビドラマ
テレビ指定席『魚住少尉命中』
『風たちの遺言』
『僕たちの戦争』
後述の荻原浩の同名小説をドラマ化。

### 音楽
混声合唱組曲『滄海よ うたって -人間魚雷 回天』
原詩：車木蓉子、作曲：新実徳英）
『あゝ回天』
作詞：山門芳馨／作曲：長津義司／歌唱：山田実
『回天の母 お重さん』
歌唱：市川昭介
『回天の母〜人間魚雷〜』
作詞：歌川二三子／作曲：三好章夫／歌唱：歌川二三子

### 小説
『出口のない海』
『僕たちの戦争』

### 漫画
『特攻の島』
『出口のない海-人間魚雷回天特攻作戦の悲』
横山秀夫の小説を漫画化。
『人間魚雷回天』
『ゴルゴ13』
回天を小型潜水艇に改造し、海賊退治に使用した。
『金田一少年の事件簿R』
ファイル46「聖恋島殺人事件」

### 写真集
全国回天会編『回天特別攻撃隊 写真集』（1992年）